# Cantón de Saint-Julien-Chapteuil
El cantón de Saint-Julien-Chapteuil era una división administrativa francesa, que estaba situada en el departamento de Alto Loira y la región de Auvernia.

## Composición
El cantón estaba formado por ocho comunas:
- Lantriac
- Montusclat
- Le Pertuis
- Queyrières
- Saint-Étienne-Lardeyrol
- Saint-Hostien
- Saint-Julien-Chapteuil
- Saint-Pierre-Eynac

## Supresión del cantón de Saint-Julien-Chapteuil
En aplicación del Decreto nº 2014-162 de 17 de febrero de 2014, el cantón de Saint-Julien-Chapteuil fue suprimido el 22 de marzo de 2015 y sus 8 comunas pasaron a formar parte; seis del nuevo cantón de Emblavez y Meygal y dos del nuevo cantón de Mézenc.